# Вінцентув (Зволенський повіт)
Вінцентув (пол. Wincentów) — село в Польщі, у гміні Тчув Зволенського повіту Мазовецького воєводства.
Населення — 187 осіб (2011).
У 1975-1998 роках село належало до Радомського воєводства.

## Демографія
Демографічна структура станом на 31 березня 2011 року:
|          | Загалом | Допрацездатний вік | Працездатний вік | Постпрацездатний вік |
| -------- | ------- | ------------------ | ---------------- | -------------------- |
| Чоловіки | 85      | 24                 | 52               | 9                    |
| Жінки    | 102     | 30                 | 53               | 19                   |
| Разом    | 187     | 54                 | 105              | 28                   |